# 紅線傳

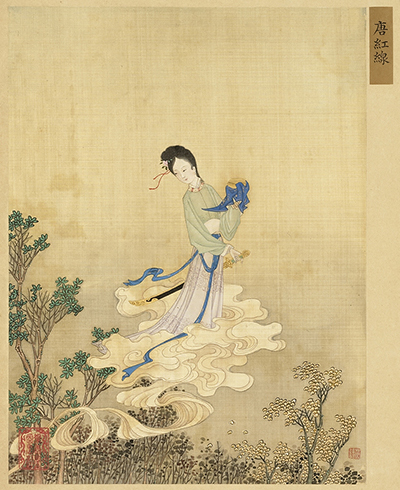
紅線

《紅線傳》是一篇唐傳奇，或題作《紅線女傳》，收錄於袁郊所著《甘泽谣》。敘述虛擬人物俠女紅線，幫助主公潞州節度使薛嵩抵抗魏博節度使田承嗣的故事，是一篇知名的武俠傳奇。

## 故事大綱
「紅線」是潞州節度使薛嵩的青衣（婢女），擅長文學與彈奏阮琴，一開始在薛嵩的府中擔任書記工作，薛把她稱為「內記室」。
薛嵩的親家魏博節度使田承嗣，蓄養死士三千，想要併吞潞州，薛嵩憂慮不已，紅線向薛請命，在頭上寫了太乙神名號，用隱身術潛入了魏博田府，進入田承嗣臥室，拿走了寫有其八字與北斗神名稱的金盒。薛嵩刻意將金盒送還給田承嗣，田承嗣知道薛家有厲害的殺手，隨時可以潛入自己的床頭取自己性命，於是放棄了併吞潞州的想法。
紅線大功告成之後，就告別薛府，她說她的前生是一個醫師，不慎用藥失誤，害死了一個孕婦與腹中的孿生子，一屍三命，故轉世被貶為女流之輩，現在化解了兩藩鎮之戰，拯救了生靈無數，已贖罪了，就要離去。薛嵩想要對她重賞，但紅線不接受，默默離開。